# آکاشی ۵۸۸۱
سیارک ۵۸۸۱ (به انگلیسی: 5881 Akashi، نامگذاری:1992SR12) پنج هزار و هشتصد و هشتاد و یکمین سیارک کشف شده‌است که در ۲۷ سپتامبر ۱۹۹۲ کشف شد.
قدر مطلق سیارک برابر ۱۲٫۳۰ است.